# БНТ 4
БНТ 4 (болг. БНТ 4, англ. BNT 4) — международный болгарский спутниковый телеканал Болгарского национального телевидения, вещающий по всему миру для болгарской общины. Основан 2 мая 1999 года под именем «ТВ Болгария» (не имеет отношения к кабельному телеканалу «България Кабел»), первым директором канала была Агнеса Василева. С 14 сентября 2008 по 20 декабря 2010 носил имя «БНТ Сат».

## Сетка вещания
Сетку вещания изначально составляли архивные выпуски программ Канала 1 Болгарского национального телевидения, игровые фильмы и музыкальные программы. Музыкальной темой является песня Теодосия Спасова «Я кажи ми облаче ле бяло». Позднее канал стал выпускать такие собственные проекты, как «Посланици на България» и «Полет над нощта». Современное оформление канал приобрёл в июне 2005 года, изменив принципы и сетку вещания.

## Вещание
Вещание БНТ 4 осуществляется при помощи спутников Astra 3B, Intelsat 12 и Hellas Sat 2, что позволяет поймать канал в любой точке континентальной Европы. С 20:40 по среднеевропейскому времени в эфире канала транслируются выпуски региональных программ Болгарского национального телевидения.